# Maravillas Abadía Jover

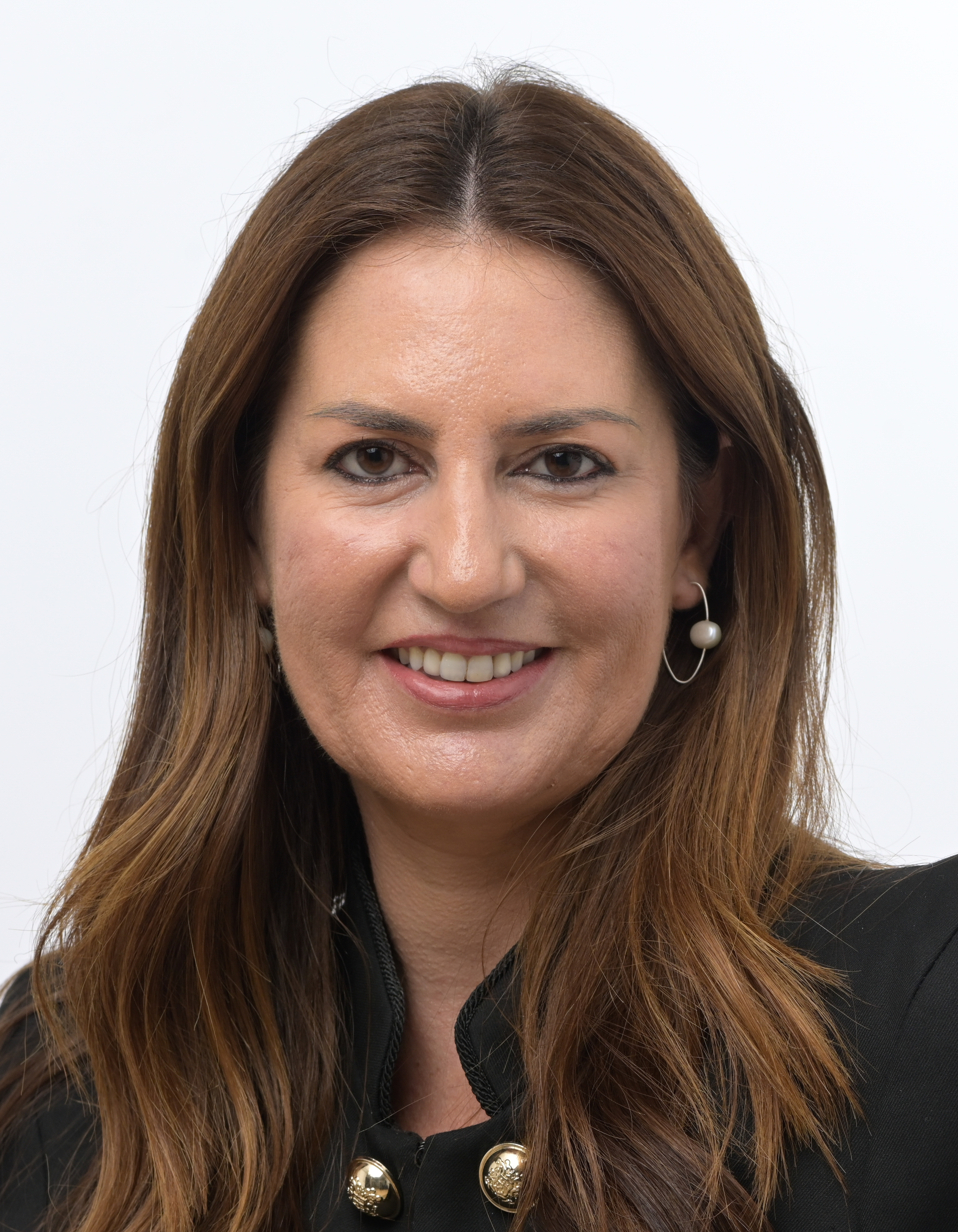
Maravillas Abadía Jover (2024)

Maravillas Abadía Jover (* 8. Dezember 1981 in Murcia) ist eine spanische Politikerin der Partido Popular. Seit 2024 ist sie Mitglied des Europäischen Parlaments.

## Leben
Nach einem Studium der Rechtswissenschaften war sie zunächst in der Kommunalpolitik der Stadt Alcantarilla tätig.
Nach ihrer Wahl ins Europäische Parlament bei der Europawahl 2024 und Beitritt zur Fraktion EVP ist sie in der 10. Legislaturperiode (2024–2029) Mitglied im Ausschuss für Beschäftigung und soziale Angelegenheiten und im Rechtsausschuss sowie stellvertretendes Mitglied im Ausschuss für regionale Entwicklung. Sie ist zudem Mitglied der Delegation für die Beziehungen zu Palästina und der Delegation in der Parlamentarischen Versammlung der Union für den Mittelmeerraum.